# 1620
1620. је била проста година.

## Догађаји

### Септембар
- 16. септембар — Брод Мејфлауер испловљава из Плимута у Енглеској у свом трећем покушају да пређе Атлантик. Ходочаснике на броду чине 41 „светац” (енглески сепаратисти углавном из Холандије), 40 „странаца” (углавном секуларни плантажери из Лондона), 23 слуге и најамна радника, заједно са око 30 чланова посаде.

### Новембар
- 8. новембар — Удружена царска и католичка војска је поразила снаге чешких протестаната у бици код Беле планине.
- 21. новембар — Мејфлауер стиже до Кејп Кода; 41 насељеник колоније Плимут потписује Мејфлауерски договор, први управни документ ове колоније.